# Димитър Тодоров – Жарава
Димитър Тодоров Димитров, артистичен псевдоним Жарава, е български художник, основоположник на анимационното кино в България.
В периода 1920 – 1930 г. Тодоров учи в Художествената академия, като завършва 2 висши образования – по изобразително изкуство и по декорация при проф. Стефан Баджов. В периода 1931 – 1944 г. е сред известните майстори на илюстрацията, работил за детските списания „Светулка“, „Детски свят“ и др. Участва на изложби с артистичния кръг „Неорганизираните“.
През 1946 г. вестник „Земляк“ бр. 100 в обширна статия отразява постигнатите успехи на Тодоров в областта на рисуваните филми. 2 години по-късно по негово предложение се дава разрешение за създаване на студио за рисувани филми към „Българска кинематография“. Жарава работи упорито за установяване на база, върху която да се изгради анимационното изкуство и обучава над 30 художници-аниматори.
До 1955 г. ръководи поверения му отдел като режисьор и художник и в този период той и екипът му успяват да произведат 3 черно-бели филма:
1. „Така му се пада“ по приказката на Ангел Каралийчев (1948)
2. „От ума си тегли“ (1949) и
3. „Вълк и агне“ (1950), който е първият български озвучен рисуван филм

През 1952 г. Жарава и екипът от обучени от него художници завършват и първия български цветен анимационен филм „Горска република“ по сценарий на Бурян Енчев.
В началото на 1955 г. Жарава е уволнен, за да бъде назначен на ръководния пост като режисьор завърналият се от обучение в Москва Тодор Динов. От началото на зимата на 1955 г. до своето пенсиониране Жарава е принуден да работи като ретушор в държавната печатница.
Тодоров продължава да работи като художник до края на живота си. Прави 2 самостоятелни изложби през 1969 и 1977.
10 години след смъртта му – през 1998 г., внукът му Лазар Тонов, автор на първия мултимедиен диск за живота и делото на Жарава, организира 2 ретроспективни изложби.